# Настільний теніс на літніх Олімпійських іграх 2024 — кваліфікація
У змаганнях з настільного тенісу на літніх Олімпійських іграх 2024 року візьмуть участь 172 спортсмени (86 чоловіків та 86 жінок), які змагатимуться за 5 комплектів нагород. Кожну країну мають право представляти не більш як 6 спортсменів (3 чоловіки та 3 жінки).

## Правила кваліфікації
Як країна-господарка, Франція резервує за собою по місцю в чоловічих та жіночих командних змаганнях, в одиночних змаганнях обидвох статей та у змішаному парному розряді.
У кожному командному турнірі візьмуть участь шістнадцять національних команд у складі трьох гравців. Половину загальної квоти буде розподілено між чвертьфіналістами Чемпіонату світу з настільного тенісу серед команд 2024 року, який заплановано на 16-25 лютого у Пусані, Південна Корея. Ще шість місць буде розіграно на п'яти континентальних кваліфікаційних турнірах 2023 року (Африка, Азія, Європа, Океанія та Америка). Крім країни-господарки, місце, що залишилося, буде надано НОК, який посідає найвище місце в командному рейтингу ITTF станом на березень 2024 року.
Для участі у змішаному парному розряді буде відібрано шістнадцять пар гравців. Чотири квоти буде виділено півфіналістам олімпійського кваліфікаційного турніру, запланованого на березень чи квітень 2024 року. Ще шість місць буде розіграно на п'яти континентальних кваліфікаційних турнірах 2023 року (Африка, Азія, Європа, Океанія та Америка). Крім країни-господарки, квоти одержать п'ять пар з НОК, що ще не кваліфікувалися, які посядуть найвищі місця в рейтингу ITTF станом на 7 травня 2024 року.
У чоловічому та жіночому одиночному турнірі візьмуть участь до 70 гравців залежно від кількости місць, доступних після розподілу квоти в змішаному парному розряді. Кожен НОК може виставити щонайбільше чотирьох гравців (по дві кожної статі). Тридцять два місця одержать гравці з команд, що кваліфікувалися, двадцять два місця – переможці континентальних кваліфікаційних змагань під егідою ITTF (чотири для Африки, по шість для Азії та Європи, п'ять для Північної та Південної Америки та одне для Океанії). Ще до п'ятнадцяти гравців одержать квотні місця згідно з рейтинг-листом ITTF для одиночних розрядів станом на 18 червня 2024 року, дотримуючись ліміту в чотирьох гравців (по два кожної статі) від одного НОК. Місця, що залишилися в чоловічому і жіночому одиночному розрядах, дістануться НОК, які відповідають вимогам, для дотримання принципу універсальності.
Квоти в командних змаганнях одержують відповідні НОК. Квоти в змішаному парному та одиночному розрядах іменні.

## Країни, що кваліфікувалися
| НОК                     | Чоловіки         | Чоловіки          | Жінки            | Жінки             | Мікст                  | Загалом |
| НОК                     | одиночний розряд | командні змагання | одиночний розряд | командні змагання | змішаний парний розряд | Загалом |
| ----------------------- | ---------------- | ----------------- | ---------------- | ----------------- | ---------------------- | ------- |
| Алжир (ALG)             | 1                | Не з'являється    | 1                | Не з'являється    | Не з'являється         | 2       |
| Аргентина (ARG)         | 1                | Не з'являється    | —                | Не з'являється    | Не з'являється         | 1       |
| Австралія (AUS)         | 2                | Так               | 2                | Так               | Так                    | 6       |
| Австрія (AUT)           | 1                | Не з'являється    | 1                | Не з'являється    | Не з'являється         | 2       |
| Бельгія (BEL)           | 2                | Не з'являється    | —                | Не з'являється    | Не з'являється         | 2       |
| Бразилія (BRA)          | 2                | Так               | 2                | Так               | Так                    | 6       |
| Камерун (CMR)           | —                | Не з'являється    | 1                | Не з'являється    | Не з'являється         | 1       |
| Канада (CAN)            | 2                | Так               | 1                | Не з'являється    | Не з'являється         | 4       |
| Чилі (CHI)              | 1                | Не з'являється    | 2                | Не з'являється    | Не з'являється         | 3       |
| Китай (CHN)             | 2                | Так               | 2                | Так               | Так                    | 6       |
| Китайський Тайбей (TPE) | 2                | Так               | 2                | Так               | Так                    | 6       |
| Хорватія (CRO)          | 2                | Так               | 1                | Не з'являється    | Не з'являється         | 4       |
| Куба (CUB)              | 1                | Не з'являється    | —                | Не з'являється    | Так                    | 3       |
| Чехія (CZE)             | —                | Не з'являється    | 1                | Не з'являється    | Не з'являється         | 1       |
| Данія (DEN)             | 2                | Так               | —                | Не з'являється    | Не з'являється         | 3       |
| Еквадор (ECU)           | 1                | Не з'являється    | —                | Не з'являється    | Не з'являється         | 1       |
| Єгипет (EGY)            | 2                | Так               | 2                | Так               | Так                    | 6       |
| Фіджі (FIJ)             | 1                | Не з'являється    | —                | Не з'являється    | Не з'являється         | 1       |
| Франція (FRA)           | 2                | Так               | 2                | Так               | Так                    | 6       |
| Німеччина (GER)         | 2                | Так               | 2                | Так               | Так                    | 6       |
| Велика Британія (GBR)   | 1                | Не з'являється    | 1                | Не з'являється    | Не з'являється         | 2       |
| Греція (GRE)            | 1                | Не з'являється    | —                | Не з'являється    | Не з'являється         | 1       |
| Гаяна (GUY)             | —                | Не з'являється    | 1                | Не з'являється    | Не з'являється         | 1       |
| Гонконг (HKG)           | 1                | Не з'являється    | 2                | Так               | Так                    | 4       |
| Угорщина (HUN)          | —                | Не з'являється    | 1                | Не з'являється    | Так                    | 3       |
| Індія (IND)             | 2                | Так               | 2                | Так               | Не з'являється         | 6       |
| Іран (IRI)              | 2                | Не з'являється    | 1                | Не з'являється    | Не з'являється         | 3       |
| Італія (ITA)            | —                | Не з'являється    | 2                | Не з'являється    | Не з'являється         | 2       |
| Японія (JPN)            | 2                | Так               | 2                | Так               | Так                    | 6       |
| Йорданія (JOR)          | 1                | Не з'являється    | —                | Не з'являється    | Не з'являється         | 1       |
| Казахстан (KAZ)         | 1                | Не з'являється    | —                | Не з'являється    | Не з'являється         | 1       |
| Ліван (LBN)             | —                | Не з'являється    | 1                | Не з'являється    | Не з'являється         | 1       |
| Люксембург (LUX)        | 1                | Не з'являється    | 2                | Не з'являється    | Не з'являється         | 3       |
| Мадагаскар (MAD)        | 1                | Не з'являється    | —                | Не з'являється    | Не з'являється         | 1       |
| Мальдіви (MDV)          | —                | Не з'являється    | 1                | Не з'являється    | Не з'являється         | 1       |
| Мексика (MEX)           | 1                | Не з'являється    | 1                | Не з'являється    | Не з'являється         | 2       |
| Молдова (MDA)           | 1                | Не з'являється    | —                | Не з'являється    | Не з'являється         | 1       |
| Монако (MON)            | —                | Не з'являється    | 1                | Не з'являється    | Не з'являється         | 1       |
| Непал (NEP)             | 1                | Не з'являється    | —                | Не з'являється    | Не з'являється         | 1       |
| Нідерланди (NED)        | —                | Не з'являється    | 1                | Не з'являється    | Не з'являється         | 1       |
| Нігерія (NGR)           | 2                | Не з'являється    | 2                | Не з'являється    | Не з'являється         | 4       |
| Північна Корея (PRK)    | —                | Не з'являється    | 1                | Не з'являється    | Так                    | 3       |
| Польща (POL)            | 1                | Не з'являється    | 2                | Так               | Не з'являється         | 4       |
| Португалія (POR)        | 2                | Так               | 2                | Не з'являється    | Не з'являється         | 5       |
| Пуерто-Рико (PUR)       | 2                | Не з'являється    | 1                | Не з'являється    | Не з'являється         | 3       |
| Республіка Конго (CGO)  | 1                | Не з'являється    | —                | Не з'являється    | Не з'являється         | 1       |
| Румунія (ROU)           | 2                | Не з'являється    | 2                | Так               | Так                    | 5       |
| Сенегал (SEN)           | 1                | Не з'являється    | —                | Не з'являється    | Не з'являється         | 1       |
| Сербія (SRB)            | —                | Не з'являється    | 1                | Не з'являється    | Не з'являється         | 1       |
| Сінгапур (SGP)          | 1                | Не з'являється    | 2                | Не з'являється    | Не з'являється         | 3       |
| Словенія (SLO)          | 2                | Так               | —                | Не з'являється    | Не з'являється         | 3       |
| Словаччина (SVK)        | 1                | Не з'являється    | —                | Не з'являється    | Не з'являється         | 1       |
| Південна Корея (KOR)    | 2                | Так               | 2                | Так               | Так                    | 6       |
| Іспанія (ESP)           | 1                | Не з'являється    | 1                | Не з'являється    | Так                    | 2       |
| Швеція (SWE)            | 2                | Так               | 2                | Так               | Так                    | 6       |
| Таїланд (THA)           | —                | Не з'являється    | 2                | Так               | Не з'являється         | 3       |
| Туреччина (TUR)         | —                | Не з'являється    | 1                | Не з'являється    | Не з'являється         | 1       |
| Україна (UKR)           | 1                | Не з'являється    | 2                | Не з'являється    | Не з'являється         | 3       |
| США (USA)               | 1                | Не з'являється    | 2                | Так               | Не з'являється         | 4       |
| Вануату (VAN)           | —                | Не з'являється    | 1                | Не з'являється    | Не з'являється         | 1       |
| Загалом: 60 НОК         | 67               | 16                | 67               | 16                | 16                     | 172     |

- Нок, що не кваліфікувалися ні в командному розряді, ні в змішаному парному, виділено сірим.

- Нок, що кваліфікувалися в командному розряді, автоматично одержають дві квоти в одиночному розряді.

## Кваліфікаційні змагання
| Дисципліна                                        | Дата                         | Місце              |
| Командні змагання                                 | Командні змагання            | Командні змагання  |
| ------------------------------------------------- | ---------------------------- | ------------------ |
| Чемпіонат Океанії 2023                            | 2–9 вересня 2023             | Таунсвілл          |
| Чемпіонат Азії 2023                               | 3–10 вересня 2023            | Пхьончхан          |
| Командний чемпіонат Європи 2023                   | 10–17 вересня 2023           | Мальме             |
| Панамериканський чемпіонат 2023                   | 10–17 вересня 2023           | Гавана             |
| Чемпіонат Африки 2023                             | 11–17 вересня 2023           | Туніс (місто)      |
| Командний чемпіонат світу ITTF 2024               | 16–25 лютого 2024            | Пусан              |
| Світовий командний рейтинг ITTF                   | березень 2024                | —                  |
| Змішаний парний розряд                            |                              |                    |
| Європейські ігри 2023                             | 23 червня – 1 липня 2023     | Краків             |
| Чемпіонат Океанії 2023                            | 2–9 вересня 2023             | Таунсвілл          |
| Чемпіонат Азії 2023                               | 3–10 вересня 2023            | Пхьончхан          |
| Чемпіонат Африки 2023                             | 11–17 вересня 2023           | Туніс (місто)      |
| Панамериканські ігри 2023                         | 29 жовтня – 5 листопада 2023 | Сантьяго           |
| Світовий кваліфікаційний турнір ITTF 2024         | 11–12 квітня 2024            | Гавіржов           |
| Світовий рейтинг ITTF у змішаному парному розряді | 7 травня 2024                | —                  |
| Одиночний розряд                                  |                              |                    |
| Кваліфікаційний турнір Південно-Східної Азії      | 8–10 травня 2024             | Бангкок            |
| Океанійський кваліфікаційний турнір               | 10 травня 2024               | Нумеа              |
| Південноазійський кваліфікаційний турнір          | 13–15 травня 2024            | Катманду           |
| Панамериканський кваліфікаційний турнір           | 14–18 травня 2024            | Ліма               |
| Африканський кваліфікаційний турнір               | 16–18 травня 2024            | Кігалі             |
| Європейський кваліфікаційний турнір               | 15–19 травня 2024            | Сараєво            |
| Західноазійський кваліфікаційний турнір           | 17–19 травня 2024            | Сулейманія (місто) |
| Центральноазійський кваліфікаційний турнір        | 17–19 травня 2024            | Ташкент            |
| Східноазійський кваліфікаційний турнір            | —                            | —                  |
| Континентальні рейтинги ITTF в одиночному розряді | 11 червня 2024               | —                  |
| Світовий рейтинг ITTF в одиночному розряді        | 18 червня 2024               | —                  |

## Дисципліни

### Командні змагання (чоловіки)
| Змагання                        | Місця | Команда, що кваліфікувалася | Заявлені гравці                                    |
| ------------------------------- | ----- | --------------------------- | -------------------------------------------------- |
| Країна-господарка               | 1     | Франція (FRA)               | Сімон Гозі Алексі Лебрен Фелікс Лебрен             |
| Чемпіонат Океанії 2023          | 1     | Австралія (AUS)             | Бае Гван Ніколас Лум Фінн Луу                      |
| Чемпіонат Азії 2023             | 1     | Китай (CHN)                 | Фань Чженьдун Ма Лун Ван Чуцинь                    |
| Командний чемпіонат Європи 2023 | 1     | Швеція (SWE)                | Антон Кельберґ Крістіан Карлссон Трульс Мереґорд   |
| Панамериканський чемпіонат 2023 | 2     | Бразилія (BRA)              | Уго Кальдерано Вітор Ішій Гільєрме Теодоро         |
| Панамериканський чемпіонат 2023 | 2     | Канада (CAN)                | Жеремі Азен Едвард Лі Юджин Ванґ                   |
| Чемпіонат Африки 2023           | 1     | Єгипет (EGY)                | Юссеф Абдель-Азіз Омар Ассар Мохамед ель-Беялі     |
| Чемпіонат світу ITTF 2024       | 6     | Японія (JPN)                | Томокадзу Харімото Хірото Шінодзука Шюнсуке Тоґамі |
| Чемпіонат світу ITTF 2024       | 6     | Південна Корея (KOR)        | Чо Те Сон Чан У Чін Лім Чон Хун                    |
| Чемпіонат світу ITTF 2024       | 6     | Португалія (POR)            | Тьягу Аполонія Маркуш Фрейташ Жуан Жералду         |
| Чемпіонат світу ITTF 2024       | 6     | Німеччина (GER)             | Тімо Болл Дмитро Овчаров Данг Цю                   |
| Чемпіонат світу ITTF 2024       | 6     | Китайський Тайбей (TPE)     | Чжуан Чжиюань Као Чнцзюй Лінь Юньжу                |
| Чемпіонат світу ITTF 2024       | 6     | Данія (DEN)                 | Мартін Бух Андерсен Джонатан Грот Андерс Лінд      |
| Світовий рейтинг ITTF           | 3     | Словенія (SLO)              | Петер Хрибар Дарко Йоргич Дені Кожул               |
| Світовий рейтинг ITTF           | 3     | Хорватія (CRO)              | Андрей Гачина Томислав Пуцар Филип Желько          |
| Світовий рейтинг ITTF           | 3     | Індія (IND)                 | Шарат Камаль Ачанта Гарміт Десаї Манав Тхаккар     |
| Загалом                         | 16    |                             |                                                    |

- Курсивом позначено спортсменів, що кваліфікувалися лише в командні змагання.

### Командні змагання (жінки)
| Змагання                        | Місця | Команда, що кваліфікувалася | Заявлені гравці                                          |
| ------------------------------- | ----- | --------------------------- | -------------------------------------------------------- |
| Країна-господарка               | 1     | Франція (FRA)               | Шарлотт Лютц Прітхіка Павад Цзя Нань Юань                |
| Чемпіонат Океанії 2023          | 1     | Австралія (AUS)             | Мішелл Бромлі Джи Мін Хен Мелісса Таппер                 |
| Чемпіонат Азії 2023             | 1     | Китай (CHN)                 | Чень Мен Сунь Їнша Ван Маньюй                            |
| Командний чемпіонат Європи 2023 | 1     | Німеччина (GER)             | Хань Їн Аннетт Кауфманн Ніна Міттельгам Шань Сяона       |
| Панамериканський чемпіонат 2023 | 2     | США (USA)                   | Рейчел Сунґ Емі Ванґ Лілі Чанґ                           |
| Панамериканський чемпіонат 2023 | 2     | Бразилія (BRA)              | Бруна Алешандрі Бруна Такахаші Джулія Такахаші           |
| Чемпіонат Африки 2023           | 1     | Єгипет (EGY)                | Мар'ям Альходаді Хана Года Діна Мешреф                   |
| Чемпіонат світу ITTF 2024       | 5     | Південна Корея (KOR)        | Чон Чі Хі Лі Ин Хе Сін Ю Пін                             |
| Чемпіонат світу ITTF 2024       | 5     | Китайський Тайбей (TPE)     | Чень Сиюй Чжен Іцзин Цзянь Дунчуань                      |
| Чемпіонат світу ITTF 2024       | 5     | Гонконг (HKG)               | Ду Хойкем Лей Хоучін Чжу Ченчжу                          |
| Чемпіонат світу ITTF 2024       | 5     | Японія (JPN)                | Міва Харімото Хіна Хаята Міу Хірано                      |
| Чемпіонат світу ITTF 2024       | 5     | Румунія (ROU)               | Адіна Дьякону Елізабета Самара Бернадетт Сеч             |
| Світовий рейтинг ITTF           | 4     | Таїланд (THA)               | Ораван Парананг Джинніпа Саветтабут Сутхасіні Саветтабут |
| Світовий рейтинг ITTF           | 4     | Польща (POL)                | Наталія Байор Катажина Веґжин Зузанна Вельґос            |
| Світовий рейтинг ITTF           | 4     | Індія (IND)                 | Шрея Акула Маніка Батра Арчана Каматх                    |
| Світовий рейтинг ITTF           | 4     | Швеція (SWE)                | Філіппа Берґанд Лінда Берґстрем Крістіна Кельберґ        |
| Загалом                         | 16    |                             |                                                          |

- Курсивом позначено спортсменів, що кваліфікувалися лише в командні змагання.

### Змішаний розряд
| Змагання                                          | Місця | Нок, що кваліфікувався  | Заявлені гравці                     |
| ------------------------------------------------- | ----- | ----------------------- | ----------------------------------- |
| Країна-господарка                                 | 1     | Франція (FRA)           | Алексі Лебрен Цзя Нань Юань         |
| Європейські ігри 2023                             | 1     | Німеччина (GER)         | Данг Цю Nina Mittelham              |
| Чемпіонат Азії 2023                               | 1     | Китай (CHN)             | Н/Д                                 |
| Чемпіонат Океанії 2023                            | 1     | Австралія (AUS)         | Ніколас Лум Джи Мін Хен             |
| Чемпіонат Африки 2023                             | 1     | Єгипет (EGY)            | Омар Ассар Діна Мешреф              |
| Панамериканські ігри 2023                         | 2     | Бразилія (BRA)          | Вітор Ішій Бруна Такахаші           |
| Панамериканські ігри 2023                         | 2     | Куба (CUB)              | Хорхе Кампос Даніела Фонсека        |
| Світовий олімпійський кваліфікаційний турнір ITTF | 4     | Північна Корея (PRK)    | Лі Чон Сік Кім Кум Йон              |
| Світовий олімпійський кваліфікаційний турнір ITTF | 4     | Гонконг (HKG)           | Вон Чаньтхін Ду Хойкем              |
| Світовий олімпійський кваліфікаційний турнір ITTF | 4     | Іспанія (ESP)           | Альваро Роблес Марія Сяо            |
| Світовий олімпійський кваліфікаційний турнір ITTF | 4     | Швеція (SWE)            | Крістіан Карлссон Крістіна Кельберґ |
| Світовий рейтинг ITTF                             | 6     | Китай (CHN)             | Ван Чуцинь Сунь Їнша                |
| Світовий рейтинг ITTF                             | 6     | Японія (JPN)            | Томокадзу Харімото Хіна Хаята       |
| Світовий рейтинг ITTF                             | 6     | Південна Корея (KOR)    | Лім Чон Хун Сін Ю Пін               |
| Світовий рейтинг ITTF                             | 6     | Румунія (ROU)           | Овідіу Йонеску Бернадетт Сеч        |
| Світовий рейтинг ITTF                             | 6     | Китайський Тайбей (TPE) | Лінь Юньжу Чень Сиюй                |
| Світовий рейтинг ITTF                             | 6     | Угорщина (HUN)          | Нандор Ечекі Дора Мадарас           |
| Загалом                                           | 16    |                         |                                     |

Note:
1. ↑  Спочатку в індивідуальних і командних змаганнях мала виступати Хань Їн, однак на змаганнях перед Олімпійськими іграми вона зазнала травми, тож її замінила Аннетт Кауфманн.
2. ↑  Лінь Ґаоюань і Ван Їді здобули для китаю путівку. вигравши Чемпіонат Азії з настільного тенісу 2023 в змішаному парному розряді. Однак китай відмовився від цієї квоти на користь рейтингу ITTF[6].

### Одиночний розряд (чоловіки)
| Змагання                                         | Місця | Гравці, що кваліфікувалися |
| ------------------------------------------------ | ----- | --- |
| Команди, що кваліфікувались (2 особи на команду) | 32    | Австралія (AUS) Бразилія (BRA) Канада (CAN) Китай (CHN) Китайський Тайбей (TPE) Хорватія (CRO) Данія (DEN) Єгипет (EGY) Франція (FRA) Німеччина (GER) Індія (IND) Японія (JPN) Португалія (POR) Словенія (SLO) Південна Корея (KOR) Швеція (SWE)            |
| Кваліфікаційний турнір Південно-Східної Азії     | 1     | Ісаак Квек (SGP) |
| Океанійський кваліфікаційний турнір              | 1     | Альфред Дела Пена (NZL) |
| Південноазійський кваліфікаційний турнір         | 1     | Сантоо Шреста (NEP) |
| Африканський кваліфікаційний турнір              | 3     | Оладжиде Омотайо (NGR) Фабіо Ракотоаріманана (MAD) Мехді Булусса (ALG) |
| Панамериканський кваліфікаційний турнір          | 4     | Сантьяго Лоренсо (ARG) Маркос Мадрід (MEX) Канак Джа (USA) Анді Перейра (CUB) |
| Європейський кваліфікаційний турнір              | 5     | Мілош Редзимський (POL) Панагіотіс Гіоніс (GRE) Владислав Урсу (MDA) Ярослав Жмуденко (UKR) Ван Ян (SVK) |
| Центральноазійський кваліфікаційний турнір       | 1     | Німа Аламіан (IRI) |
| Західноазійський кваліфікаційний турнір          | 1     | Заїд Або Яман (JOR) |
| Східноазійський кваліфікаційний турнір           | 1     | Вон Чаньтхін (HKG) |
| Африканський рейтинг (11 червня 2024)            | 1     | Квадрі Аруна (NGR) |
| Американський рейтинг (11 червня 2024)           | 1     | Ніколас Бургос (CHI) |
| Азійський рейтинг (11 червня 2024)               | 1     | Кирило Герасименко (KAZ) |
| Європейський рейтинг (11 червня 2024)            | 1     | Альваро Роблес (ESP) |
| Океанійський рейтинг                             | 1     | Роджер Ванґ (NZL) Вікі Ву (FIJ) |
| Світовий рейтинг ITTF                            | 12    | Лам Пітчфорд (GBR) Овідіу Йонеску (ROU) Ношад Аламіан (IRI) Даніель Габесон (AUT) Едуард Йонеску (ROU) Браян Афанадор (PUR) Мартін Аллеґро (BEL) Альберто Міньйо (ECU) Ібраїма Діав (SEN) Даніель Гонсалес (PUR) Люка Младенович (LUX) Седрік Нюйтінк (BEL) |
| Запрошення                                       | 1     | Сахід Ідову (CGO) |
| Загалом                                          | 67    | |

1. ↑  Первісно квоту здобув Альфред Дела Пена з Нової Зеландії. Однак квоту не вчасно не підтвердили, тож її передали гравцю Океанії з найвищим рейтингом станом на 18 червня 2024 року[7].
2. ↑  Східноазійський кваліфікаційний турнір не відбувся через малу кількість учасників. Отож квоту одержав Вон Чаньтхін, який має найвищий рейтинг у цьому регіоні[8].

### Одиночний розряд (жінки)
| Змагання                                         | Місця | Гравчині, що кваліфікувалися |
| ------------------------------------------------ | ----- | --- |
| Команди, що кваліфікувались (2 особи на команду) | 32    | Австралія (AUS) Бразилія (BRA) Китай (CHN) Китайський Тайбей (TPE) Єгипет (EGY) Франція (FRA) Німеччина (GER) Гонконг (HKG) Індія (IND) Японія (JPN) Польща (POL) Румунія (ROU) Південна Корея (KOR) Швеція (SWE) Таїланд (THA) США (USA)                   |
| Кваліфікаційний турнір Південно-Східної Азії     | 1     | Цзен Цзянь (SGP) |
| Океанійський кваліфікаційний турнір              | 1     | Прісцила Томмі (VAN) |
| Південноазійський кваліфікаційний турнір         | 1     | Фатіма Дгіма Алі (MDV) |
| Африканський кваліфікаційний турнір              | 3     | Оффіонг Едем (NGR) Сара Ханффу (CMR) Фатімо Белло (NGR) |
| Панамериканський кваліфікаційний турнір          | 4     | Чжан Мо (CAN) Марія Пауліна Вега (CHI) Чжиїн Цхен (CHI) Аранча Коссіо Асевес (MEX) |
| Європейський кваліфікаційний турнір              | 5     | Анна Герсі (GBR) Брітт Ерланд (NED) Шао Цзені (POR) Фу Юй (POR) Маргарита Песоцька (UKR) |
| Центральноазійський кваліфікаційний турнір       | 1     | Неда Шагсаварі (IRI) |
| Західноазійський кваліфікаційний турнір          | 1     | Маріана Сахакян (LBN) |
| Східноазійський кваліфікаційний турнір           | 1     | Пхьон Сон Гьон (PRK) |
| Африканський рейтинг (11 червня 2024)            | 1     | Лінда Лограїбі (ALG) |
| Американський рейтинг (11 червня 2024)           | 1     | Адріана Діас (PUR) |
| Азійський рейтинг (11 червня 2024)               | 1     | Чжоу Цзин'ї (SGP) |
| Європейський рейтинг (11 червня 2024)            | 1     | Ян Сяосинь (MON) |
| Світовий рейтинг ITTF                            | 12    | Софія Полканова (AUT) Ні Ся Лянь (LUX) Джорджа Пікколін (ITA) Марія Сяо (ESP) Ґеорґіна Пота (HUN) Івана Малобабич (CRO) Гана Мателова (CZE) Ізабела Лупулеску (SRB) Дебора Вівареллі (ITA) Сара де Нутте (LUX) Сібель Алтинкая (TUR) Соломія Братейко (UKR) |
| Запрошення                                       | 1     | Челсі Еджгілл (GUY) |
| Загалом                                          | 67    | |

1. ↑  Східноазійський кваліфікаційний турнір не відбувся через малу кількість учасників. Отож квоту одержала Пхьон Сон Гьон, яка має найвищий рейтинг у цьому регіоні[9].